# Coppa d'Asia 1968
La Coppa d'Asia 1968 fu la quarta edizione della Coppa d'Asia. La fase finale si è disputata in Iran dal 10 maggio al 19 maggio 1968 e fu vinta proprio dai padroni di casa.

## Qualificazioni
L'Iran è qualificato automaticamente alla fase finale come Nazionale organizzatrice della manifestazione. Israele è qualificata automaticamente dopo il ritiro delle altre due nazionali presenti nel suo girone di qualificazione, ossia l'Afghanistan e il Kuwait.
I tre posti rimanenti sono stati assegnati mediante un percorso di qualificazione che ha visto la partecipazione di 16 rappresentative e lo svolgimento di sei incontri tra marzo e novembre 1967.

## Stadi
| Tehran | Tehran           |
| ------ | ---------------- |
| Tehran | Amjadieh Stadium |
| Tehran | Capienza: 30,000 |
| Tehran |                  |

## Squadre qualificate
| Pr. | Squadra   | Data di qualificazione certa | Partecipante in quanto                                                                    | Ultima presenza    |
| --- | --------- | ---------------------------- | ----------------------------------------------------------------------------------------- | ------------------ |
| 1   | Iran      |                              | Rappresentativa della nazione organizzatrice della fase finale                            | Esordiente         |
| 2   | Israele   | 1967                         | Ammessa di diritto dopo il ritiro delle altre partecipanti nel Gruppo 3 di qualificazione | Israele 1964       |
| 3   | Hong Kong | 2 aprile 1967                | Vincitrice del Gruppo 1 di qualificazione                                                 | Israele 1964       |
| 4   | Taiwan    | 7 agosto 1967                | Vincitrice del Gruppo 2 di qualificazione                                                 | Corea del Sud 1960 |
| 5   | Birmania  | 16 novembre 1967             | Vincitrice del Gruppo 4 di qualificazione                                                 | Esordiente         |

## Fase finale
| Arbitro: | Norman Boswell |

|                         |           |  |
| Behzadi 70’ Jabbari 89’ | Marcatori |  |

| Arbitro: | S. K. Bhattacharya |

|                    |           |              |
| Wong Chi-keung 64’ | Marcatori | 14’ Hla Htay |

| Arbitro: | Alex Vaz |

|                    |           |                                                         |
| Yuan Kuan Yick 75’ | Marcatori | 10’, 65’ Spiegler 52’, 53’ Spiegel 61’ Romano 70’ Young |

| Arbitro: | S. K. Bhattacharya |

|                                                  |           |  |
| Behzadi 34’ Kalani 35’ Eftekhari 51’ Farzami 57’ | Marcatori |  |

| Arbitro: | Norman Boswell |

|              |           |  |
| Ye Nyunt 42’ | Marcatori |  |

| Arbitro: | S. K. Bhattacharya |

|                   |           |                 |
| Li Kwok Keung 14’ | Marcatori | 37’ Mak Tian-fu |

| Arbitro: | Alex Vaz |

|              |           |                                     |
| Hla Htay 50’ | Marcatori | 2’ Kalani 60’ Eftekhari 70’ Behzadi |

| Arbitro: | S. K. Bhattacharya |

|                                          |           |                   |
| Romano 2’, 60’ Rosenthal 70’ Spiegel 76’ | Marcatori | 45+1’ Li Huan-wen |

| Arbitro: | Norman Boswell |

|                               |           |  |
| Aung Khin 80’ Suk Bahadur 85’ | Marcatori |  |

| Arbitro: | Alex Vaz |

|                              |           |             |
| Behzadi 75’ Ghelichkhani 81’ | Marcatori | 52’ Spiegel |

### Classifica finale
| Pos. | Squadra   | P.ti | G | V | P | S | GF | GS | DR |
| ---- | --------- | ---- | - | - | - | - | -- | -- | -- |
| 1.   | Iran      | 8    | 4 | 4 | 0 | 0 | 11 | 2  | +9 |
| 2.   | Birmania  | 5    | 4 | 2 | 1 | 1 | 5  | 4  | +1 |
| 3.   | Israele   | 4    | 4 | 2 | 0 | 2 | 11 | 5  | +6 |
| 4.   | Taiwan    | 2    | 4 | 0 | 2 | 2 | 3  | 10 | -7 |
| 5    | Hong Kong | 1    | 4 | 0 | 1 | 3 | 2  | 11 | -9 |

## Classifica marcatori
4 reti
- Homayoun Behzadi
- Giora Spiegel
- Moshe Romano

2 reti
- Maung Hla Htay
- Akbar Eftekhari
- Hossein Kalani
- Mordechai Spiegler

1 rete
- Aung Khi
- Suk Bahadur
- Ye Nyunt
- Ali Jabbari

- Gholam Hossein Farzami
- Parviz Ghelichkhani
- Shmuel Rosenthal
- Li Kwok Keung

- Yuan Kuan Yick
- Lim Lu-shoor
- Li Huan-wen
- Lo Kwok Tai